# Заварне тісто

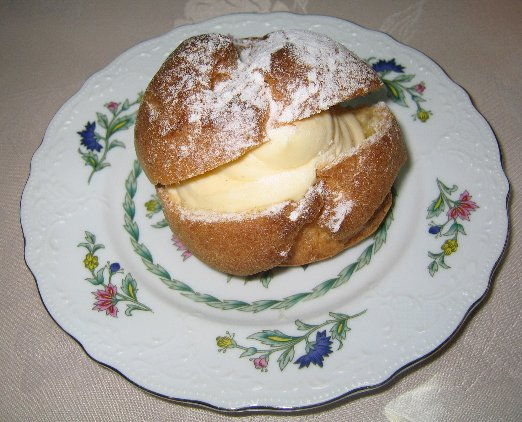
Заварне тістечко з кремом.

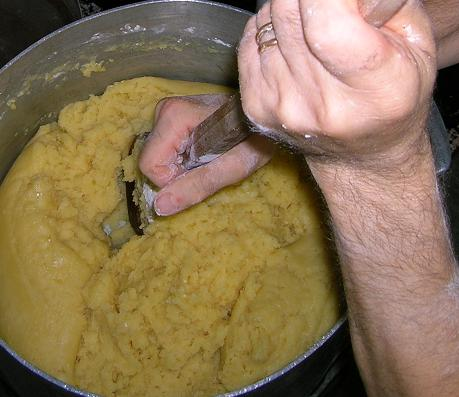
Приготування заварного тіста.

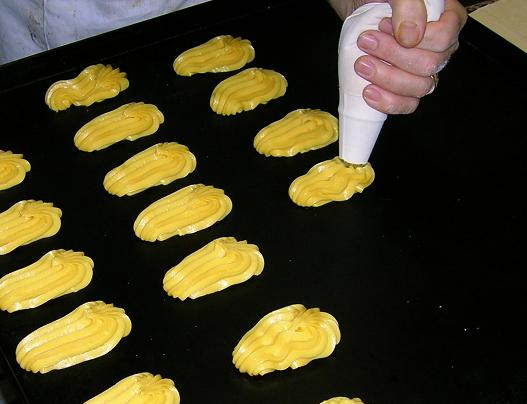
Висаджування виробів із заварного тіста за допомогою кондитерського мішка.

Заварне́ ті́сто — вид тіста, який отримав свою назву від способу приготування. При приготуванні заварного тіста борошно з'єднується з киплячою водою, сіллю і жиром і вариться або запарюється. Заварена маса змішується з великою кількістю яєць.
Заварне тісто готується без цукру, має прісний смак і різноманітне застосування. Таке тісто готується без будь-яких розпушувачів.
Особливістю заварного тіста з пшеничного борошна є наявність великих пустот всередині виробів, які заповнюються кремом або іншою начинкою.

## Рецепти і приготування
У посуд з водою додають масло, сіль і доводять до кипіння. У киплячу суміш засипають просіяне борошно, ретельно вимішуючи дерев’яною лопаточкою до зникнення грудок борошна. Суміш прогрівають 1—2 хв. Заварене тісто охолоджують до 70 °С і, помішуючи, поступово додають яйця до одержання маси консистенції густої сметани. Із крутого тіста вироби погано піднімаються, з рідкого вони виходять розпливчастими й при великому нагріванні при випіканні «сідають». При випіканні виробів лист змазують жиром, зайвий жир сприяє утворенню тріщин на нижній кірці. Підготовлене заварне тісто кладуть у кондитерський мішок і «висаджують» з нього вироби різноманітної форми. Випікають тісто протягом 30—35 хв, спочатку при температурі 210 °С, а потім при 190 °С. Із заварного тіста готують в основному тістечка.

## Вироби із заварного тіста
- Тістечко еклер
- Тістечко шу
- Профітролі